# Antoinette d'Orléans-Longueville
Antoinette d'Orléans-Longueville, née en 1572 à Trie-Château et morte le 24 avril 1618 à Poitiers est une noble dame française, d'ascendance capétienne, membre de la maison d'Orléans-Longueville. Elle fut dame de Château-Gontier et, par son mariage, marquise de Belle-Île. Veuve jeune, elle devint religieuse et fonda les Bénédictines de Notre-Dame du Calvaire. 

## Biographie

### Naissance et famille

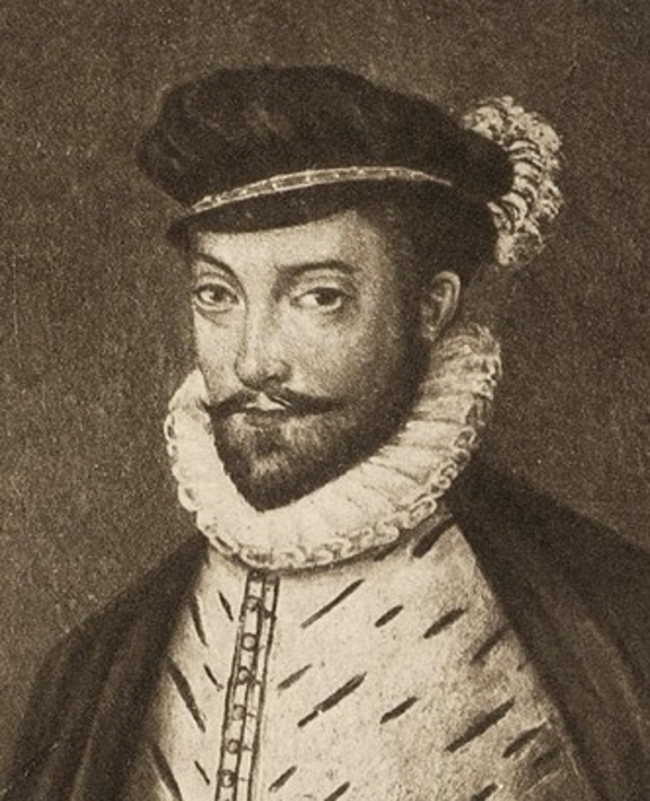
Léonor d'Orléans-Longueville, son père.

Antoinette d'Orléans-Longueville est née en 1572 à Trie-Château (Oise), de Léonor d'Orléans-Longueville (1540-07/08/1573 à Blois), duc de Longueville et d'Estouteville, comte de Neuchatel, de Tancarville et de Montgomery, baron de Varenguebec, seigneur de Trie-Château, pair de France, Grand chambellan de France, gouverneur de Picardie, connétable et chambellan de Normandie, et de Marie de Bourbon (30/05/1539 à La Fère – 07/04/1601 à Pontoise), duchesse d'Estouteville, comtesse de Saint-Pol, comtesse de Gacé, de Hambye et de Bricquebec. 
Son père Léonor d'Orléans-Longueville est un descendant direct en ligne masculine du roi de France Charles V mais d'une branche bâtarde. Sa mère Marie de Bourbon est une descendante directe en ligne masculine du roi de France Saint Louis. Elle est aussi une cousine au deuxième degré du futur Henri IV.
Ses parents ont huit autres enfants : Charles (1564-1565), Charles (1565-?), Marguerite (1566-1615), Henri (1568-1595), Léonor (1569-?), François (1570-1631), Catherine (1572-1638) et Éléonore (1573-1639).

### Mariage et enfants

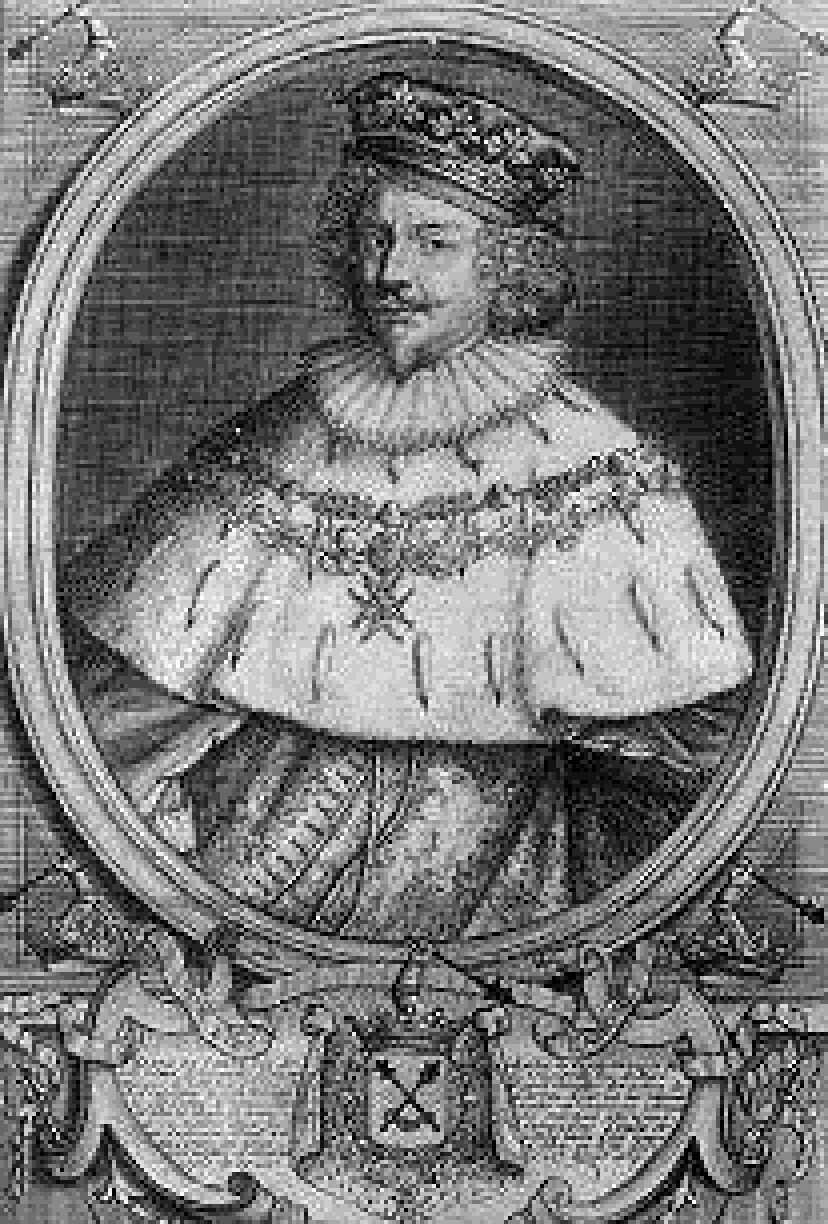
Henri de Gondi, son fils.

À la cour d'Henri III et des Valois, la jeune Antoinette d'Orléans-Longueville se distingue par sa beauté, sa bonté et sa piété. Elle devient fille d'honneur de la reine Catherine de Médicis.
Cette dernière arrange le mariage d'Antoinette d'Orléans-Longueville, 15 ans, avec un jeune marquis de 18 ans d'origine italienne, Charles de Gondi, héritier présomptif du duché de Retz, et dont la famille était arrivée en France bien avant celle de Catherine de Médicis.
Antoinette d'Orléans-Longueville épouse donc, le 6 septembre 1587 à Paris, Charles de Gondi (1569-22/05/1596 au Mont-Saint-Michel), marquis de Belle-Île, gentilhomme de la Chambre, Général des galères de France et gouverneur de Fougères, dont elle a deux fils :
- Henri de Gondi (1590 à Machecoul – 12/08/1659 à Chéméré),
- Léonor de Gondi (?-1600).

Antoinette d'Orléans-Longueville quitte Paris pour s'installer à Machecoul, fief du duché de Retz, domaine appartenant à l'époque aux parents de Charles de Gondi, et où naissent ses deux fils Henri et Léonor.

### Veuvage
En 1595, le duc de Mercœur, Philippe-Emmanuel de Lorraine (09/09/1558 à Nomeny – 19/02/1602 à Nuremberg), confie à Charles de Gondi le gouvernement de Fougères, avec la promesse d'obtenir le Mont-Saint-Michel, gouverné alors par le marquis de Quéroland, un ligueur soupçonné d'infidélité par le duc de Mercœur (on est alors en pleines Guerres de religion). Le 22 mai 1596, Charles de Gondi veut entrer au Mont-Saint-Michel par surprise pour le prendre, mais il est tué, âgé seulement de 27 ans, dans une échauffourée, dont les circonstances resteront mystérieuses.
Antoinette d'Orléans-Longueville, veuve éplorée de 24 ans (elle aimait beaucoup son époux), fait rapatrier le corps de son mari à Machecoul et lui organise des obsèques dignes de son rang. Les cérémonies ont lieu à Nantes, mais le corps du jeune marquis est enseveli à Machecoul, dans le caveau des Gondi, sépulture cependant provisoire puisque Antoinette d'Orléans-Longueville décide de fonder à Machecoul un monastère dans lequel on prierait plus spécialement pour le repos de l'âme de son époux qui y serait déposé : c'est ainsi qu'est fondé le couvent des Capucins de la ville.

### «Sœur Antoinette de sainte Scholastique»

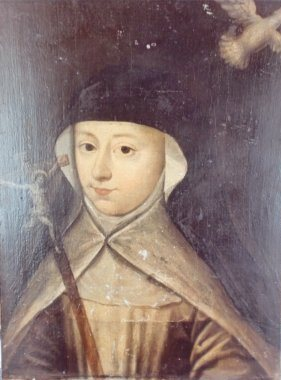
Antoinette d'Orléans-Longueville comme Sœur Antoinette de sainte Scholastique.

Antoinette d'Orléans-Longueville passe encore trois ans à Machecoul pour défendre les intérêts de ses fils, Henri (à présent héritier direct du duché de Retz) et Léonor (qui mourra en bas âge en 1600), tout en laissant leur éducation à des gouvernantes et des précepteurs. Puis, en 1599, elle décide de « refaire sa vie », et d'entrer au couvent des Feuillantines à Toulouse, où elle devient « Sœur Antoinette de sainte Scholastique ».
Après un passage par l'Abbaye Notre-Dame de Fontevraud dont elle refuse d'être abbesse malgré les pressions de sa famille, elle fonde en 1617 à Poitiers un nouvel ordre religieux : la congrégation des Bénédictines de Notre-Dame du Calvaire, dont elle contribue à installer sept couvents, parmi lesquels, à Paris, celui des Filles du Calvaire.

### Décès
Antoinette d'Orléans-Longueville meurt à 46 ans le 24 avril 1618 à Poitiers.

## Sources
- Emmanuel Leduc, L'Histoire de Machecoul au travers de la fresque Pavageau de la Salle St Honoré, 2004. p. 12-13.
- Micheline Guénin, Antoinette d'Orléans, princesse et fondatrice, éditions des Bénédictines du Calvaire, 2003.